# Смбат (король Киликийской Армении)
Смбат Хетумян (арм. Սմբատ) (1277 — † 1308) — 9-й король Киликийской Армении, 17-й по счету правитель Киликии. Происходил из династии Хетумидов (Хетумян)

## Биография
Смбат родился в 1277 году в семье короля Левона II и королевы Керан. Происходил из династии Хетумидов (Хетумян). В 1296 году, после отъезда своих братьев Хетума II и Тороса III, при помощи другого брата Костадина, узурпировал власть в стране. После чего при поддержке вельмож и католикоса Григора VII был коронован в Сисе. Свергнутый король Хетум II, желая вернуть власть, стал искать поддержки в Византии, в то же время Смбат отправился к Газан-хану и женился на его родственнице. Через год братья вернувшись из Византии, по приказу Смбата были схвачены и заточены в крепости Бардзберд, где Торос был убит.
Во время правления Смбата в страну вторглись египетские мамлюки, которые, уничтожив ряд поселений, убили и захватили в рабство много жителей. Неспособность защитить страну вызвало бурю негодований среди народа и знати. В январе 1298 года Костадин свергает своего брата Смбата с трона, и занимает его место. Чуть позже, Хетум II вновь придет к власти, он примерит его с Костадином и отправит обоих братьев в Константинополь. В общей сложности король Смбат руководил государством 2,5 года.
После гибели Хетума и Левона, между вернувшимся из Византии Смбатом, и его младшим братом с Ошином развернулась борьба за корону Киликийского государства. Смбат пытался вернуть свою власть над Киликией, но, потерпев неудачу, вынужден был покинуть страну. Возможно Смбат умер в 1308 году, между Киликией и Кипром, на борту венецианского корабля. По другой версии, озвученной армянским автором Самуэлем Анийским, Смбат попал в плен и был убит в 1308 году.

## Семья
жена: монгольская принцесса
дети: неизвестно